# Proton (IT企業)
Proton AG（プロトン）は、プライバシーやセキュリティを重視したサービスを提供する、2014年設立のスイスのIT企業である。エンドツーエンド暗号化電子メールサービスのProton Mailや、VPNサービスのProton VPNなどを提供している。
JavaScriptのオープンソースOpenPGPライブラリであるOpenPGP.jsのメンテナーでもある。

## サービス

### Proton Mail
2014年に提供を開始した、エンドツーエンド暗号化によりメールの内容などを保護することを特徴とする電子メールサービス。

### Proton VPN
2017年に提供を開始した、VPNサービス。

### Proton Calendar
エンドツーエンド暗号化により予定の詳細などを保護することを特徴とするカレンダーサービス。

### Proton Drive
エンドツーエンド暗号化によりファイルを保護することを特徴とするクラウドストレージサービス。

### Proton Pass
パスワードの安全な作成や管理を支援する、パスワードマネージャサービス。

### SimpleLogin
2022年4月に買収した、メールエイリアスサービス。

### Standard Notes
2024年4月に買収した、エンドツーエンド暗号化ノートサービス。2024年4月時点で利用者30万人以上。

## 沿革
2014年、Protonは欧州原子核研究機構（CERN）の科学者によって「プライバシーがデフォルトのより良いインターネットを構築する（build a better internet where privacy is the default）」ために設立され、電子メールサービスのProton Mailを提供開始した。前年にはエドワード・スノーデンが極秘の大量監視プログラム「PRISM」などの存在を内部告発し、プライバシー保護に関する議論が加速していた。
2017年6月、Proton VPNの一般提供を開始した。
2022年4月、メールエイリアスサービスのSimpleLoginを買収した。
2022年5月、デザインを大幅に更新し、サービス名を「ProtonMail」や「ProtonVPN」から「Proton Mail」や「Proton VPN」など半角スペースを入れたものに更新し、ドメイン名を「proton.me」に更新するなど大幅な更新を行った。
2022年6月、Twitterアカウントを「@ProtonMail」から「@ProtonPrivacy」に改名した。